# BICh-4
 (février 2020).
Le contenu est difficilement compréhensible vu les erreurs de traduction, qui sont peut-être dues à l'utilisation d'un logiciel de traduction automatique.
 (juillet 2019).
Le BICh-4 est un planeur de sport conçu par Boris Tcheranouvsky.

## Histoire
Inspiré par le test réussi d'un modèle antérieur, Boris Tcheranouvsky décide de créer un planeur de sport basé sur celui-ci. Le BICh-4 est également réalisé dans le cadre du programme "ailes volantes". L'aile a une forme parabolique. Le planeur est en bois et a une garniture en lin. Sur tout le bord arrière de l'aile se trouvent des ascenseurs et des ailerons. Le pilote est placé dans un cockpit ouvert.
La construction du planeur est achevée en 1925. La même année, ie participé avec succès au rassemblement de toute l'Union à Koktebel.

## Spécifications techniques
- Envergure : 11,40 m
- Poids à vide : 50 kg
- Charge alaire : 6,8 kg / m²
- Qualité aérodynamique maximale : 16
- Équipage : 1 personne